# توماس كاري (لاعب كريكت)
توماس كاري (12 فبراير 1903 - 4 ديسمبر 1966) (بالإنجليزية: Thomas Carey)‏ هو لاعب كريكت أمريكي.